# ジェイソン・ウィリアムス (1975年生のバスケットボール選手)
ジェイソン・チャンドラー・ウィリアムス（Jason Chandler Williams, 1975年11月18日 - ）は、アメリカ合衆国・ウェストバージニア州チャールストン出身の元プロバスケットボール選手。NBAで活躍したポイントガード。身長185cm、体重86kg。

## 学生時代の経歴
ウィリアムスはチャールストンから数マイル離れた小さな町ベレで成長し、デュポン高校（現在は廃校となっている）を卒業した。最上級生の年に彼は後にNFLの大スターとなるランディ・モスと並んで、バスケットボールで頭角を現す。
プロビデンス大学に推薦が決まっていたが、ウィリアムスはマーシャル大学に入学する。プロビデンス大学コーチのリック・バーンズがクレムゾン大学に移ったからだった。大学入学後、初めてのシーズン（1995-96）では、平均13.4得点、6.4アシストを記録した。
1996年夏、ヘッドコーチのビリー・ドナヴァンがフロリダ州ゲインズビルにあるフロリダ大学ゲイターズのヘッド・コーチに就任すると、ウィリアムスは彼についてゲインズビルに行く。1997-98シーズンでは、ウィリアムスはPGとしてチームをリード。平均得点17.1、アシスト6.7という記録を残した。1997年12月3日の対デュケイン大学との試合では17アシストを記録。そして、前シーズンチャンピオンのケンタッキー・ワイルドキャッツをラップ・アリーナでの試合でほとんど独力で打ち破った。そのシーズン後、ゲイターズはウィリアムスがチームの規則を破った（大麻使用）として追放した。

## NBA

### サクラメント・キングス
フロリダ大学からの追放処分を受け、ウィリアムスはNBAに行くことを決める。彼は、サクラメント・キングスから1998年のNBAドラフトで全体7位で指名された。そこでウィリアムスは、クリス・ウェバー、ブラディ・ディバッツおよびプレドラグ・ストヤコヴィッチらと共にチームをプレーオフに進出させることになる。
2000年7月20日、NBAの薬物追放プログラムへの参加義務を怠ったため2000-01シーズンの最初の5試合出場停止処分を受ける。

### メンフィス・グリズリーズ
2001年、キングスはウィリアムスを、ニック・アンダーソンと共にメンフィス・グリズリーズのマイク・ビビー、ブレント・プライスと2対2の交換トレードで放出した。グリズリーズは2001-02シーズンに先立って本拠地をカナダ・ブリティッシュコロンビア州バンクーバーからテネシー州メンフィスへ移転。当時のヘッドコーチはシドニー・ロウだったが、移転初シーズンの成績は前シーズンと変わらなかった（23勝59敗）。
2002年、GMのジェリー・ウェストはヒュービー・ブラウンをコーチに迎え入れる。2002-03シーズン、グリズリーズはチーム史上最高の28勝を挙げた。2003-04シーズンには大方の予想を覆し、ウィリアムスはチームメートのパウ・ガソルと共にチーム記録を22勝も上回る50勝する原動力となって、ウェスタン・カンファレンスで6番目のシードに位置し、初のプレーオフ進出に貢献した。

### マイアミ・ヒート

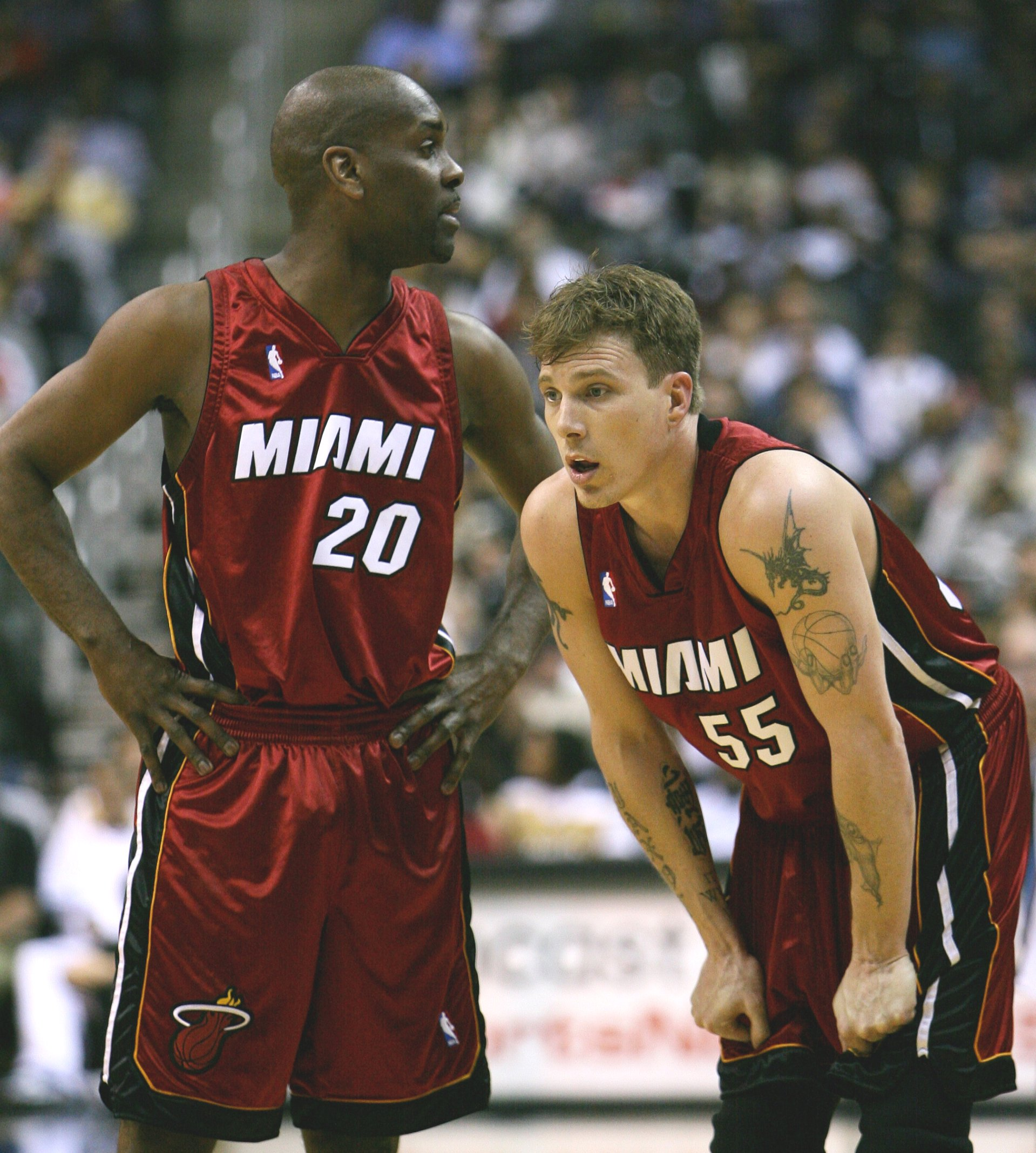
マイアミ・ヒートでのウィリアムズ(右)とゲイリー・ペイトン(左)
（2006年）

2005年8月2日にウィリアムスとチームメイトのジェームズ・ポージーは、リーグ史上最大のトレードとなった5チーム合計13名の選手の内の2名としてマイアミ・ヒートのシューティングガード、エディー・ジョーンズとの交換で移籍した。 
2005-06シーズンは、ヒートの先発PGとしてプレイ。膝の故障もあったが、イースタン・カンファレンスファイナル、対デトロイト・ピストンズ第6戦で、ウィリアムスは21得点をあげ、NBAファイナル進出に貢献した。そして2006年6月20日、ファイナルでヒートはダラス・マーベリックスを破り、ウィリアムス自身初のチャンピオンリングを手に入れた。ファイナルでの成績は、平均12得点、5アシストであった。
2006-07シーズンは61試合の出場にとどまる。平均得点10.9、アシスト5.3という成績は、キャリア平均11.7得点、6.5アシストには遠く及ばなかった。ポストシーズンでは更にパフォーマンスを落とし、平均5.3得点、3.5アシストに終わった。ヒートも第1ラウンドでシカゴ・ブルズにスウィープを喫した。なお、ウィリアムスは2007年にHEAT Players of All-Timeの25人の中に選ばれた。
2007-08シーズンは67試合に出場し、平均8.8得点、4.6アシストという成績だった。チームは、ドウェイン・ウェイドの故障やシャキール・オニールがフェニックス・サンズに放出されたこともあって、15勝67敗で最下位に終わった。

### 一時引退そしてオーランド・マジック
07-08シーズン終了後8月7日に、ロサンゼルス・クリッパーズと契約したが、2008-09シーズン開幕前に1試合も出場する事なく現役引退を表明した。しかし、2009年8月19日に引退を撤回し、オーランド・マジックと契約する。そして翌2010年8月3日、マジックと再契約を果たした。

### メンフィス・グリズリーズに復帰
2011年1月に､オーランド・マジックを解雇される(ギルバート・アリーナスが加入したことにより、PGが飽和状態になったため)。
その後､かつて所属した､メンフィス・グリズリーズに復帰。11試合に出場して2010-11シーズンをもって引退した。

## プレースタイル
キャリア初期はストリートボールに似たスタイルで注目を浴び、ESPNスポーツセンターでそのパスやアシストがよく取り上げられた。ビハインド・バックパスやノールックパスなどトリッキーなパスを得意とし、多彩なボールハンドリングや強く高く弾ませる独特なドリブルなど予想がつかないプレイスタイルからピート・マラビッチの再来と言われることもあった。しかし、そのスタイルはターンオーバーが多いという弱点もあった（2年目と4年目では1試合平均3.5）。それ故に、ボールを持たせるのが危ないという評判をもたらしキングス時代では試合の局面（主に最終クォーター）で起用してもらえることが少なく、こういった場面はボビー・ジャクソンが任されていた。
グリズリーズの後期以降では、ストリートボールのスタイルは封印し、ボールを無駄にする傾向を著しく改善するよう努めた。その結果、試合ごとに高水準のアシスト・ターンオーバー比（ターンオーバー1つに対するアシスト数）を達成。ヒート在籍時では、1試合平均ターンオーバー1.69を上回ったことはなかった。にもかかわらず、彼への悪評は改善されなかった。マーベリックスとのNBAファイナルでも、ベテランのゲイリー・ペイトンが終盤にはウィリアムスより多用されがちだった。

### ニックネーム
ウィリアムスは白人であるにもかかわらず、黒人のストリートボールをルーツとしたプレースタイルをとっていたことから「ホワイト・チョコレート」のニックネームで呼ばれる。ただ、ウィリアムス本人は人種的な響きの強すぎるこの呼び名を好んでいない。彼はまた「J-Will」「J-Dub」とも呼ばれる。また、ナックルに「WHITEBOY」とタトゥーを施している。

## 私生活
妻と3人の子供がいる。スポットライトを浴びることをあまり好まず、質素な生活で家族との時間を長くとるよう心がけている。2008年の一時引退時の理由も病気の妻をサポートする為であった。プレイステーション3をやったり、ヒップホップを聞いたりして休日を過ごす。マイアミ・ヒート時代のチームメイトだったシャキール・オニールとも仲が良く、オーランドでは3年間隣人同士であった。
また、沢山のタトゥーを入れており、右腕には豹、左腕にはドラゴン（07-08シーズンで再び施した）、胸には眼のタトゥーがある。1999-2000のシーズン前には右腕に日本語で「気違い」と彫った。その年日本で開催された公式戦のジャパンゲームでは、チームから日本では放送禁止用語だと伝えられ自らこの部分をテープで隠して試合に臨んだ。2000-2001シーズンの時は腕にバスケットボールを持っている狼のタトゥーを、そしてナックルに「WHITEBOY」と彫った。また、前腕部には子供の名前を彫っている。

## ウィリアムスを巡るトラブル
- 2000年のプレイオフの前、ロサンゼルス・レイカーズの映像室で、フィル・ジャクソンが映画アメリカンヒストリーXでエドワード・ノートン扮する、スキンヘッドで鉤十字のタトゥーを施しているデレク・ヴィンヤードの映像と、ウィリアムスの写真を選手たちに交互に見せた。それからジャクソンは、アドルフ・ヒトラーと当時のキングスのコーチリック・アデルマンの写真を交互に見せた。アデルマンがこれを知ったとき、ジャクソンのやり方は「一線を越えている」と語った[9]。
- 2001年2月28日、オークランド遠征の際、ゴールデンステート・ウォリアーズのファンでアジア系アメリカ人の男性に「お前はゲイか？お前はカマ野郎か？このつり目のクソ野郎」と言い放ち、さらに続けて「お前らアジアのクソ野郎を全員撃ち殺してやる。ベトナム戦争を覚えているか？あれと同じ様にお前ら全員撃ち殺してやる」という人種差別的、同性愛差別的な言葉を浴びせた。彼の周りには、数人のアジア系アメリカ人がいた。その男性によりコミッショナーのデビッド・スターンに送られた書簡によると、その日の試合の前半にその男性と仲間がウィリアムスに「ベンチでの生活に慣れておけよ」というヤジを飛ばしたところ、差別的言辞を返されたとのことである[10]。NBAはこの行為に対し、ウィリアムスに15000ドルの罰金を科した。ナイキもまた、彼に対するスポンサー戦略の変更を余儀なくされた[11]。ウィリアムスはこの件に関し、結局謝罪した[12]。
- グリズリーズでの1年目、メディアの取材に対し「畜生。現実を見ろよ。このチームは最低だぜ」と発言。2002年1月8日、NBAはこの発言に関し罰金を科した[13]。しかし、この後チームは3連勝。シドニー・ローは「彼はああやってチームを発奮させるんだよ」と言った。後に、ウィリアムスはこのように説明した。「確かに畜生、と言ったさ。でも、その中には自分に対する怒りもあったんだ。でも、今はチームも良くなってきてるし、成長してるよ」[14]。GMのDick Versaceも、「彼は当たり障りのないことは言わない。正しいと思ったことをストレートに出すタイプなんだ」。
- 2005年のプレイオフ、サンズにスウィープを喫した後、コマーシャル・アパレルのコラムニスト、ジェフ・カルキンスと口論になった。ウィリアムスは耳越しに怒鳴りつけ、ペンを奪い取って投げ捨てた。カルキンスが、ウィリアムスが「負けたら家に帰れてリラックスできるしな。勝敗なんて関係ねえさ」と発言した、と記事に書いたことが発端だった[15]。カルキンスは、ウィリアムスに勝負に対する執着心がない、またチーム全体にも緩慢なプレイが目立つと批判。2005年5月4日、NBAは彼に10000ドルの罰金を科した[13]。ウィリアムスは、事実無根だと主張していた。

## 慈善活動など
2003年、UTメディカルグループ医師のボブ・ウォーラスと「We will Foundation」を設立。 これは、頭蓋顔面欠損の治療を受けている子供たちのために設立された。またウィリアムスは、メンフィス・グリズリーズ在籍時にテネシー州メンフィスのSt.Jude小児病院を頻繁に訪れていた。子供好きなウィリアムスは、このように言う。「ここに来てすぐに始めたんだ。できるだけ来るようにしている。彼らの顔が輝くのを見るのは最高さ！」。

## 個人成績

### NBA

#### レギュラーシーズン
| シーズン | チーム | GP  | GS  | MPG  | FG%  | 3P%  | FT%  | RPG | APG | SPG | BPG | TO  | PPG  |
| -------- | ------ | --- | --- | ---- | ---- | ---- | ---- | --- | --- | --- | --- | --- | ---- |
| 1998–99  | SAC    | 50* | 50* | 36.1 | .374 | .310 | .752 | 3.1 | 6.0 | 1.9 | .0  | 2.9 | 12.8 |
| 1999–00  | SAC    | 81  | 81  | 34.1 | .373 | .287 | .753 | 2.8 | 7.3 | 1.4 | .1  | 3.7 | 12.3 |
| 2000–01  | SAC    | 77  | 77  | 29.7 | .407 | .315 | .789 | 2.4 | 5.4 | 1.2 | .1  | 2.1 | 9.4  |
| 2001–02  | MEM    | 65  | 65  | 34.4 | .382 | .295 | .792 | 3.0 | 8.0 | 1.7 | .1  | 3.3 | 14.8 |
| 2002–03  | MEM    | 76  | 76  | 31.7 | .388 | .354 | .840 | 2.8 | 8.3 | 1.2 | .1  | 2.2 | 12.1 |
| 2003–04  | MEM    | 72  | 68  | 29.4 | .407 | .330 | .837 | 2.0 | 6.8 | 1.3 | .1  | 1.9 | 10.9 |
| 2004–05  | MEM    | 71  | 68  | 27.5 | .413 | .324 | .792 | 1.7 | 5.6 | 1.1 | .1  | 1.8 | 10.1 |
| 2005–06† | MIA    | 59  | 56  | 31.8 | .442 | .372 | .867 | 2.4 | 4.9 | .9  | .1  | 1.7 | 12.3 |
| 2006–07  | MIA    | 61  | 55  | 30.6 | .413 | .339 | .913 | 2.3 | 5.3 | 1.0 | .0  | 1.6 | 10.9 |
| 2007–08  | MIA    | 67  | 53  | 28.1 | .384 | .353 | .863 | 1.9 | 4.6 | 1.2 | .1  | 1.4 | 8.8  |
| 2009–10  | ORL    | 82* | 18  | 20.8 | .444 | .380 | .756 | 1.5 | 3.6 | .6  | .0  | 1.1 | 6.0  |
| 2010–11  | ORL    | 16  | 0   | 10.7 | .342 | .304 | .000 | 1.4 | 1.5 | .5  | .0  | .7  | 2.1  |
| 2010–11  | MEM    | 11  | 0   | 11.3 | .310 | .200 | .000 | .7  | 2.5 | .3  | .1  | .6  | 1.9  |
| 通算     | 通算   | 788 | 667 | 29.4 | .398 | .327 | .813 | 2.3 | 5.9 | 1.2 | .1  | 2.1 | 10.5 |

- 1998–1999シーズンは50試合で打ち切り

#### プレーオフ
| シーズン | チーム | GP | GS | MPG  | FG%  | 3P%  | FT%   | RPG | APG | SPG | BPG | TO  | PPG  |
| -------- | ------ | -- | -- | ---- | ---- | ---- | ----- | --- | --- | --- | --- | --- | ---- |
| 1999     | SAC    | 5  | 5  | 32.6 | .356 | .310 | 1.000 | 3.6 | 4.0 | 1.6 | .2  | 2.6 | 10.0 |
| 2000     | SAC    | 5  | 5  | 29.0 | .375 | .320 | .800  | 1.6 | 2.4 | .6  | .0  | 1.6 | 10.4 |
| 2001     | SAC    | 8  | 8  | 23.9 | .426 | .367 | 1.000 | 2.3 | 2.9 | 1.0 | .0  | 2.6 | 8.8  |
| 2004     | MEM    | 4  | 4  | 32.5 | .326 | .286 | 1.000 | 2.3 | 4.5 | .5  | .0  | 1.8 | 10.8 |
| 2005     | MEM    | 4  | 4  | 28.5 | .528 | .476 | 1.000 | 2.3 | 5.3 | 1.5 | .0  | 2.0 | 17.0 |
| 2006†    | MIA    | 23 | 23 | 29.8 | .405 | .274 | .844  | 2.0 | 3.9 | .7  | .0  | 1.6 | 9.3  |
| 2007     | MIA    | 4  | 4  | 28.0 | .250 | .294 | .800  | 2.0 | 3.5 | 1.3 | .3  | .8  | 5.8  |
| 2010     | ORL    | 14 | 0  | 13.7 | .342 | .250 | 1.000 | .8  | 1.6 | .3  | .0  | .4  | 2.6  |
| 通算     | 通算   | 67 | 53 | 25.9 | .393 | .309 | .889  | 1.9 | 3.3 | .8  | .0  | 1.5 | 8.3  |